# NGC 4143
NGC 4143 ist eine linsenförmige Galaxie mit aktivem Galaxienkern vom Hubble-Typ SB0 im Sternbild Jagdhunde am Nordsternhimmel. Sie ist schätzungsweise 44 Millionen Lichtjahre von der Milchstraße entfernt und hat einen Durchmesser von 30.000 Lichtjahren. Die Galaxie Teil des Ursa-Major-Galaxienhaufens und Mitglied der NGC 4051-Gruppe (LGG 269).

Im selben Himmelsareal befinden sich u. a. die Galaxien NGC 4109, NGC 4111, NGC 4117, NGC 4118.
Das Objekt wurde am 14. Januar 1788 von Wilhelm Herschel entdeckt.